# Mart Nooij
Martinus Ignatius Nooij, detto Mart (Heemskerk, 3 giugno 1954), è un allenatore di calcio olandese.

## Carriera
È stato il commissario tecnico della nazionale mozambicana durante la Coppa d'Africa 2010.

## Palmarès

### Allenatore

#### Competizioni nazionali
- Campionato etiope: 3

St. George: 2013-2014, 2015-2016, 2016-2017